# 丹尼斯·博伊科
丹尼斯·博伊科（烏克蘭語：Денис Олександрович Бойко；1988年1月29日—）是一位烏克蘭足球運動員。在場上的位置是守門員。現時效力烏克蘭足球超級聯賽基輔迪納摩。他也代表烏克蘭國家足球隊參賽。